# الدوري النمساوي 1928–29
الدوري النمساوي الممتاز 1928–29 (بالألمانية: Österreichische Fußballmeisterschaft 1928/29)‏ هو الموسم 18 من بوندسليغا النمسا لكرة القدم. أشرف على تنظيمه اتحاد النمسا لكرة القدم، وكان عدد الأندية المشاركة فيه 12، وفاز فيه رابيد فيينا.